# Korpa

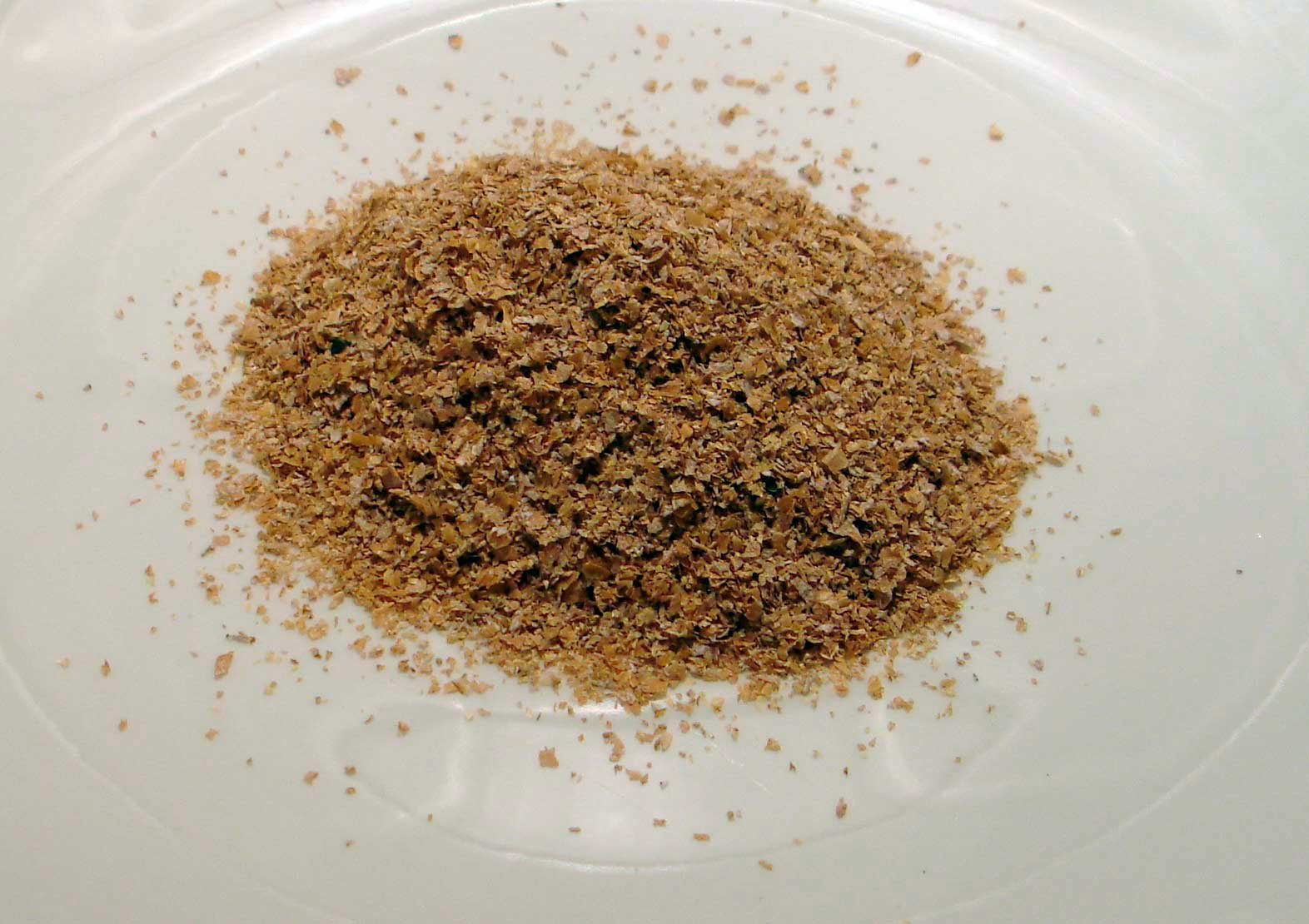
Búzakorpa

A korpa a gabonafélék őrlésekor keletkező melléktermék. Leginkább terméshéj- (pericarpium) és csírarészekből, aleuronszemcsékből (a raktározó szövetekben előforduló fehérjeszemecske) és az ezekhez tapadt lisztből áll. Elsősorban takarmányozásra használják, ám kedvező élettani hatása miatt (a hántolt magvaknál több fehérjét, étkezési rostot, foszfort tartalmaz), az emberi táplálkozásban is szerepe van, leggyakrabban korpás kenyér vagy étkezési korpa formájában.
A korpamentes, illetve nem teljes őrlésű (finomított) liszt előállításakor a tápérték jelentős része elvész. A korpa mindenféle gabonaféléből előállítható, beleértve a rizst, búzát, kukoricát, árpát, rozst és a kölest is. A korpa nem keverendő össze a pelyvával, ami a gabonaszemet körülvevő hártyaszerű apró levélke, tehát a gabonaszemnek nem része.
A korpa különösen gazdag étkezési rostokban, esszenciális (omega-) zsírsavakban, jelentős mennyiségű keményítőt, fehérjét, vitaminokat és fontos ásványi anyagokat tartalmaz.
A korpával gyakran gazdagítják a kenyérféléket (pl. muffin) és a reggeli gabonaételeket. A korpa savanyítható is, így készül a magyar cibere vagy rizsből a japán nukazuke, a tsukemono egy fajtája.
A rizskorpának (nuka (糠; ぬか) Japánban különösen sok felhasználási módja van. A savanyítás mellett a bambuszhajtások főzésekor a vízbe teszik, de mosogatáskor is használják. A fukuokai Kitakyushuban Jinda néven halak, pl. szardínia főzésére is használják.

## Fordítás
- Ez a szócikk részben vagy egészben a Bran című angol Wikipédia-szócikk ezen változatának fordításán alapul.  Az eredeti cikk szerkesztőit annak laptörténete sorolja fel. Ez a jelzés csupán a megfogalmazás eredetét és a szerzői jogokat jelzi, nem szolgál a cikkben szereplő információk forrásmegjelöléseként.

## Külső hivatkozások
- Korpa, búzakorpa